# Potomje
Potomje je stará vesnice v opčině Orebić v Chorvatsku, v Dubrovnicko-neretvanské župě. V roce 2001 zde žilo 256 obyvatel v 84 domech.

## Poloha
Vesnice se nachází v centrální části poloostrova Pelješac v nadmořské výšce 300 metrů, 2,5 km od moře při hlavní pelješacké silnici, na severovýchod od vesnice Pijavičino, 15 km jihovýchodně od Orebiće. Vesnice v západní části vinařské oblasti Dingač je centrem produkce nejlepších chorvatských červených vín Dingač, Postup a Plavac s chráněným zeměpisným původem. Obyvatelé se věnují především vinařství a zemědělství.

## Turistické zajímavosti
Pro snadnější přístup k jihu s otevřenými přímořskými svahy byl v roce 1976 vybudován 400 metrů dlouhý tunel Dingač, který byl určen pro obyvatele, kteří chodili přes vrch při pěstování vinné révy a oliv, a při dopravě jim pomáhali osli a muly. Na místě, kde přecházeli vrchol, je dosud kamenný kříž. Tunel, kterým se dá dostat z Potomje do vesnic Dingač Borak a Potočine na pobřeží, je turistickou atrakcí.

## Pamětihodnosti
Ve vesnici se nachází pět církevních staveb
- Kostel sv. Petra a Pavla ze 14. století se hřbitovem, zmiňovaná roku 1395
- Kostel sv. Tomáše nad Potomje v raně barokním slohu se třemi zvony ze 17. století, rozšířená v roce 1877
- Kostel sv. Jiří na vrchu nad Potomje z roku 1616
- Kaple sv. Lucie je soukromá kaple rodiny Šimunković z 19. století s hodinami
- Kaple sv. Vita z 16. století s nízkou apsidou románského slohu se středověkým hřbitovem při silnici na vesnici Kuna Pelješka

## Sport
V Potomje působí fotbalový klub NK Grk Potomje, který byl založen v roce 1920 a je pojmenován po druhu vinné révy, Grku.

## Galerie

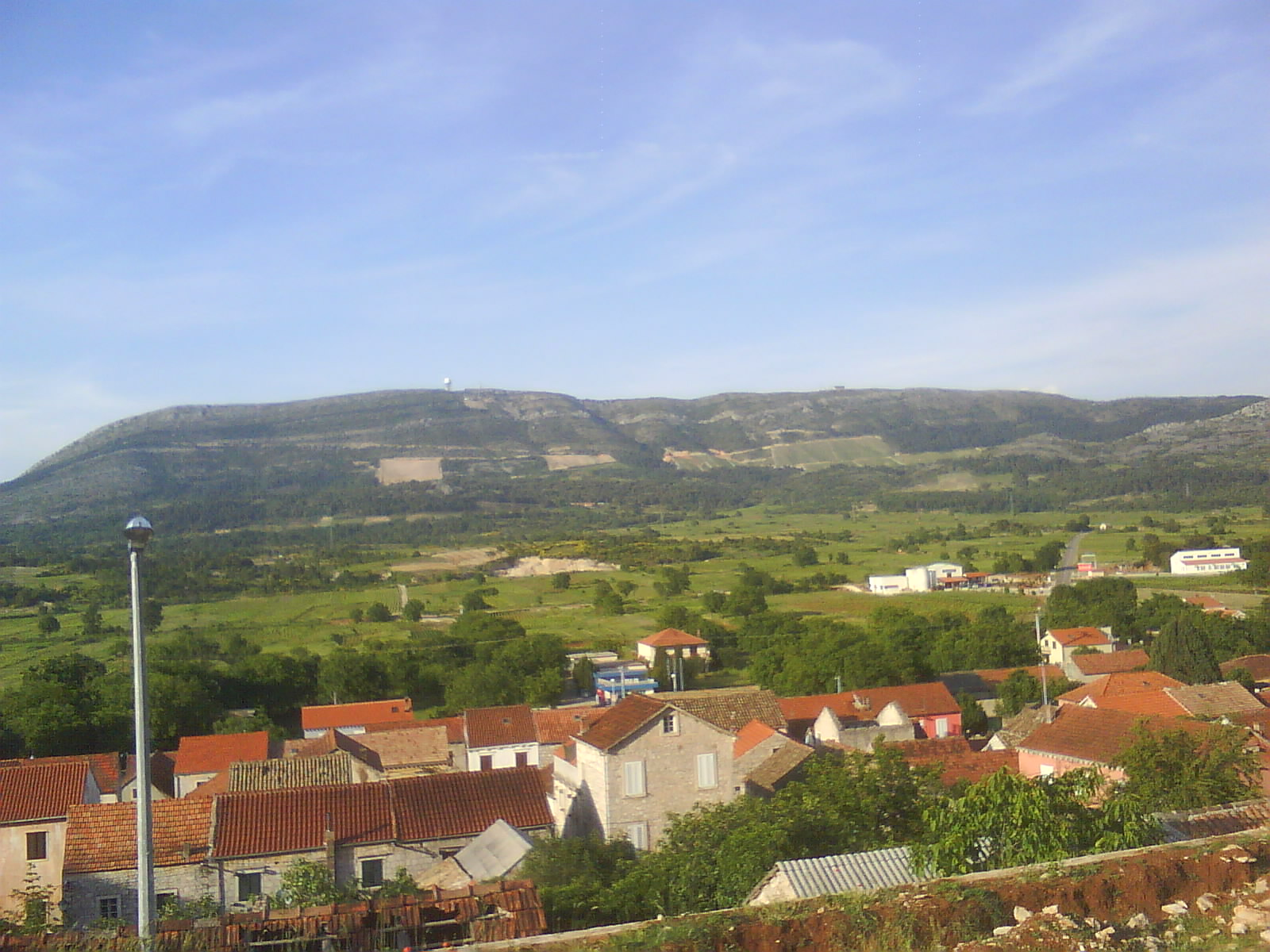
Panoráma Potomje
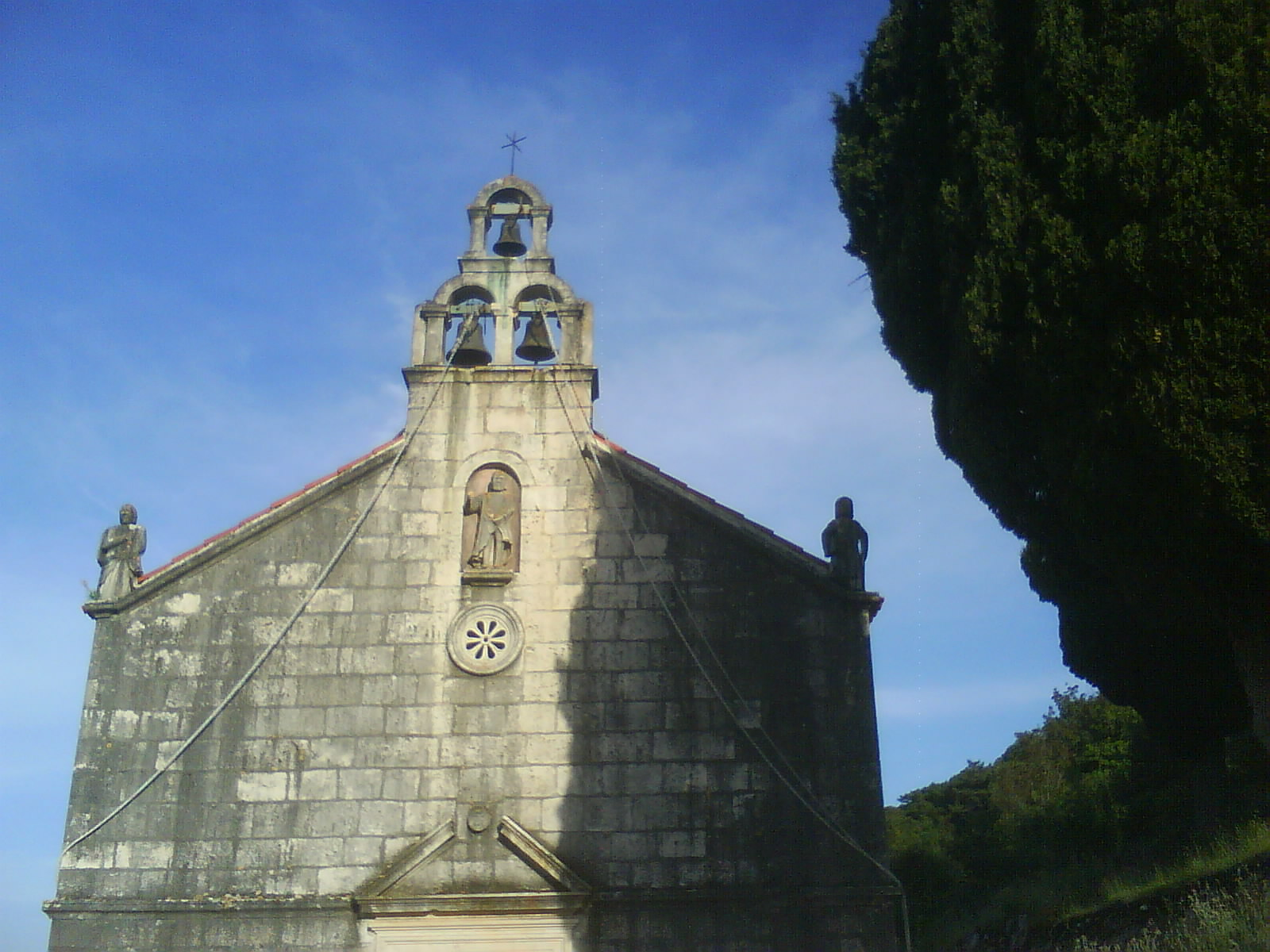
Kostel sv. Tomáše
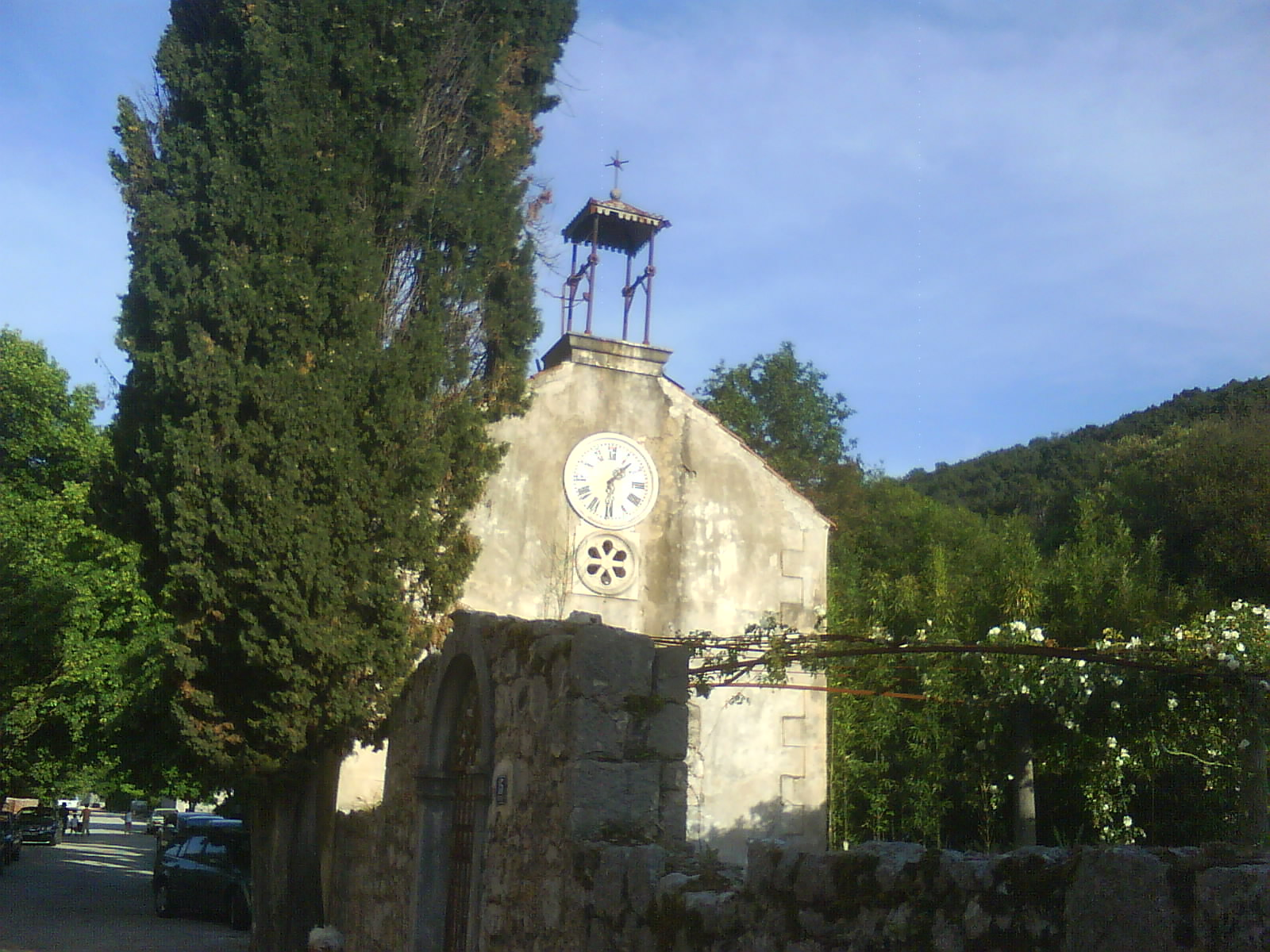
Kaple sv. Lucie
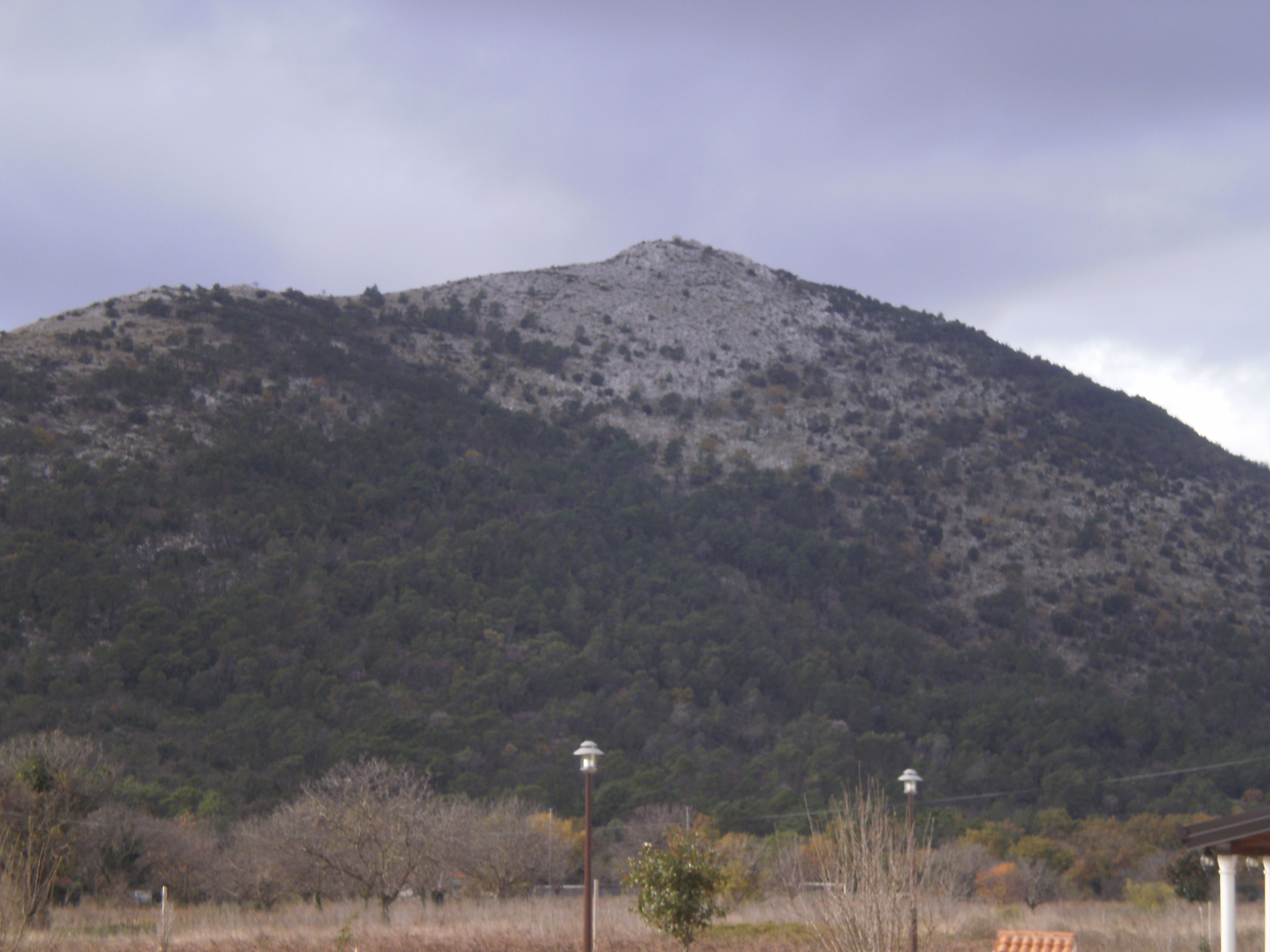
Vrch sv. Jiří (544 m) nad Potomje
Příjezd k tunelu Dingač
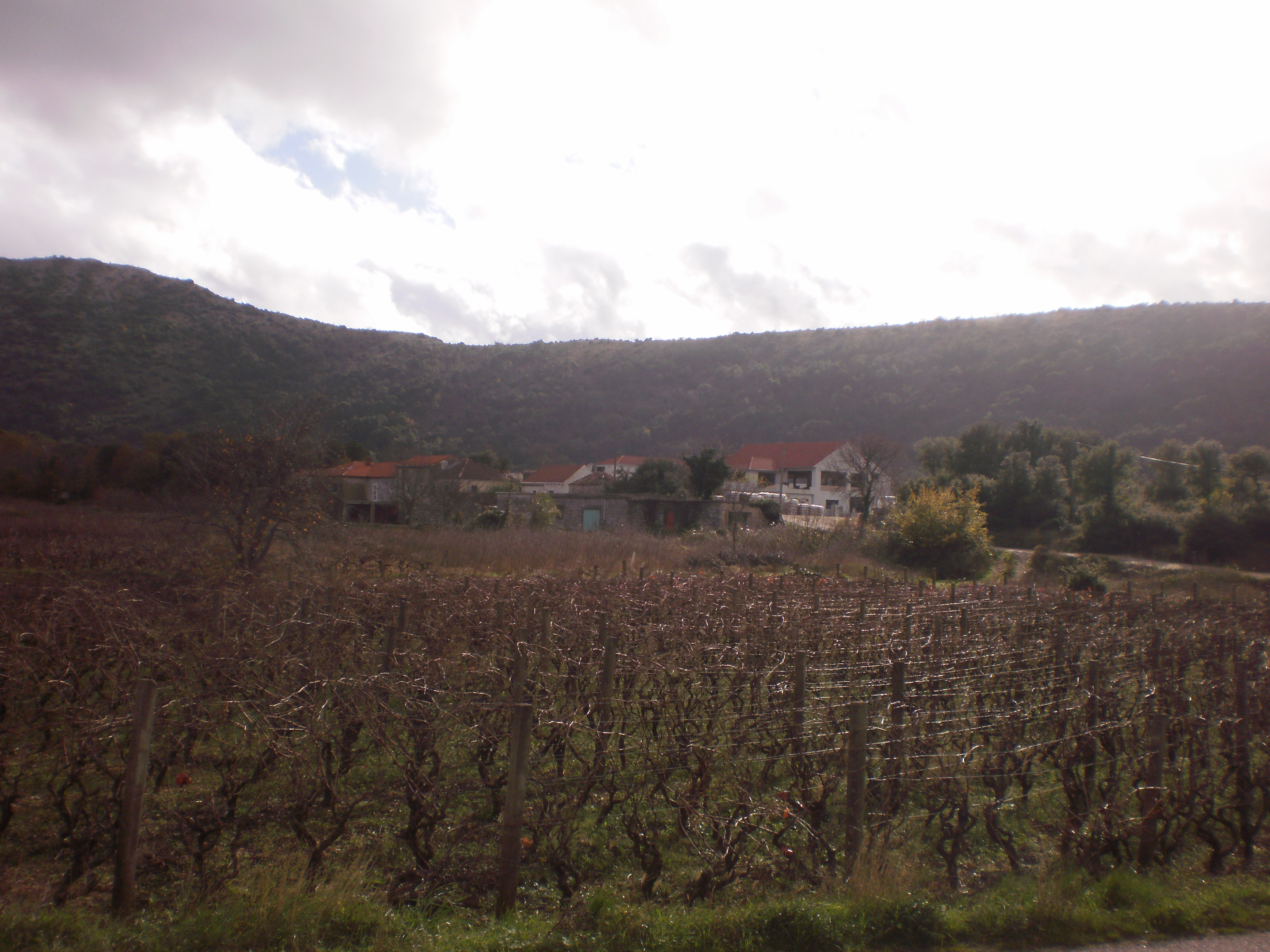
Vinice
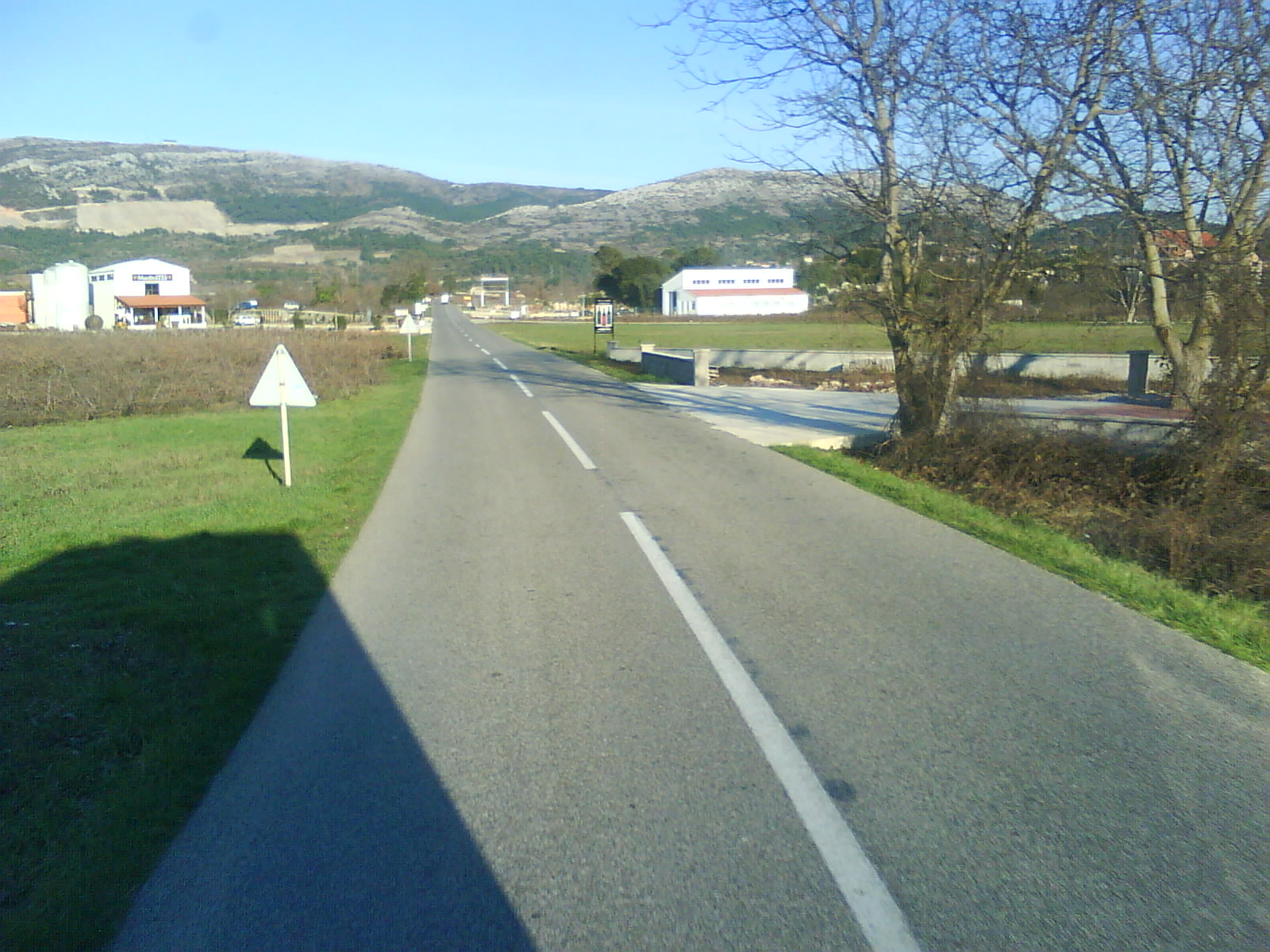
Silnice přes Potomje
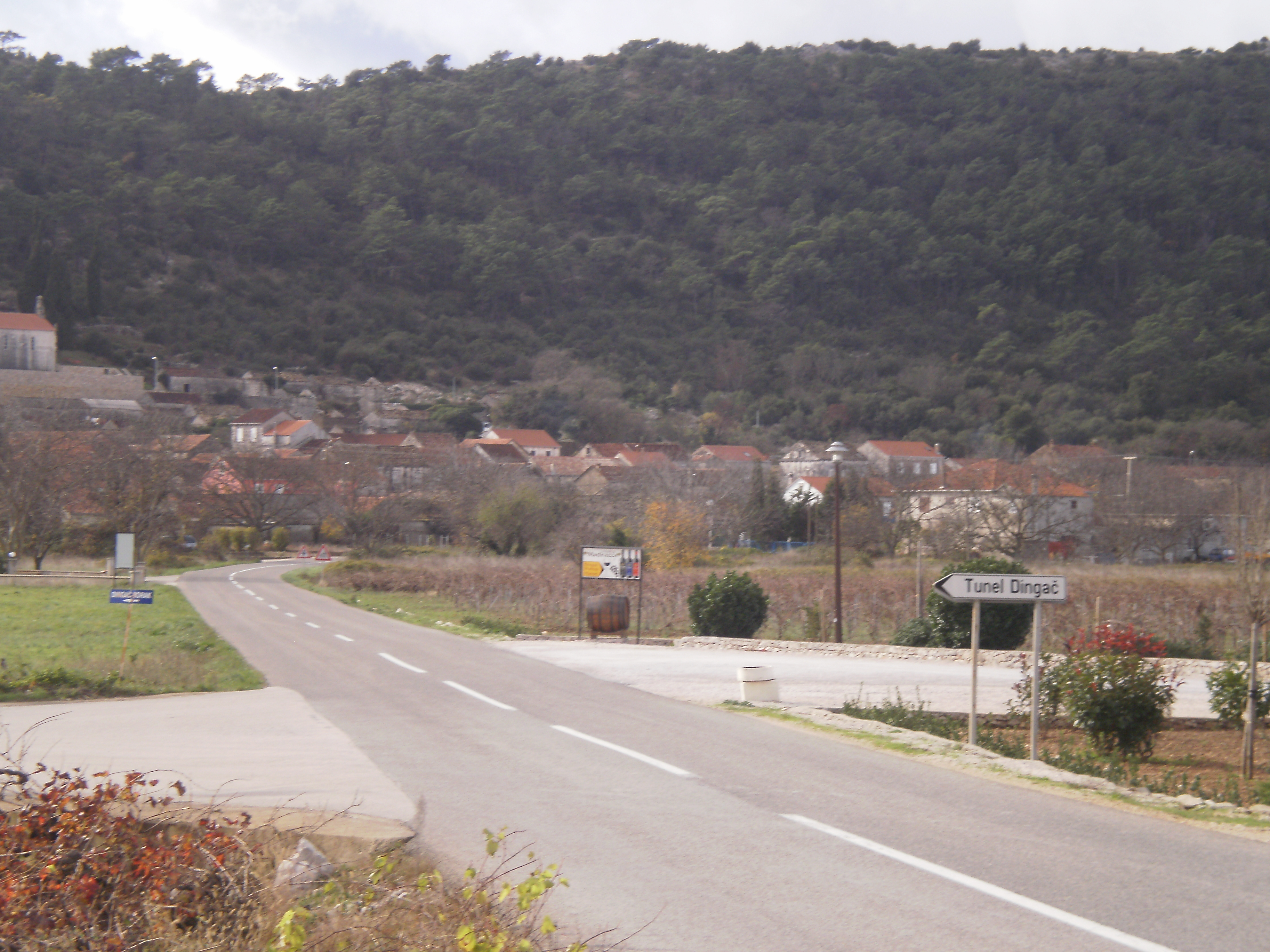
Směrovka k tunelu Dingač